# Петеріс Вайварс
Петеріс Вайварс (латис. Pēteris Vaivars; 17 липня 1963) — латвійський дипломат. Надзвичайний та Повноважний Посол Латвійської Республіки в Україні.

## Біографія
Народився 17 липня 1963 року в Латвії. У 1986 закінчив Латвійський політехнічний інститут.
У 1988 — інженер, заступник голови профкому Студентів, директор студентського містечка.
У 1988—1990 рр. — керівник студентського сектору ЦК Комсомолу Латвії.
У 1990—1992 рр. — Старший референт Комітету молодіжних організацій Латвії
У 1992 — директор SIA «SSTF».
У 1992—1995 рр. — старший референт, начальник відділу держав Північної Європи МЗС Латвії.
У 1995—1997 рр. — перший секретар Посольства Латвії в Фінляндії.
У 1997—2000 рр. — Надзвичайний та Повноважний Посол Латвійської Республіки в Києві (Україна).
У 1997—2000 рр. — Надзвичайний і Повноважний Посол Латвії в Молдові за сумісництвом.
У 1997—2000 рр. — Надзвичайний і Повноважний Посол Латвії в Румунії за сумісництвом.
У 2000—2006 рр. — заступник державного секретаря, юридичного департаменту МЗС Латвії.
У 2003—2006 рр. — Надзвичайний і Повноважний Посол Латвії в Сербії і Чорногорії за сумісництвом, з резиденцією в Ризі.
З 04.2006 — Надзвичайний і Повноважний Посол Латвії в Японії.
З 03.2007 — Надзвичайний і Повноважний Посол Латвії в Республіці Корея за сумісництвом.